# Parafia Narodzenia Najświętszej Maryi Panny w Ociążu
Parafia Narodzenia Najświętszej Maryi Panny w Ociążu – parafia rzymskokatolicka, znajdująca się w diecezji kaliskiej, w dekanacie Ołobok.